# Matriz bissimétrica

Padrão de simetria de uma matriz bissimétrica

Em matemática, uma matriz bissimétrica é uma matriz quadrada simétrica em relação às duas diagonais principais. Mais precisamente, uma matriz {\displaystyle A}, {\displaystyle n\times n} é bissimétrica se ela satisfaz tanto {\displaystyle A=A^{T}} quanto {\displaystyle AJ=JA}, onde {\displaystyle J} é a matriz de troca {\displaystyle n\times n}.
Por exemplo:
{\displaystyle {\begin{bmatrix}a&b&c&d&e\\b&f&g&h&d\\c&g&i&g&c\\d&h&g&f&b\\e&d&c&b&a\end{bmatrix}}.}

## Propriedades
- Matrizes bissimétricas são centrossimétricas e persimétricas simétricas.
- O produto de duas matrizes bissimétricas é uma matriz centrosimétrica.
- Matrizes bissimétricas de valor real são precisamente aquelas matrizes simétricas cujos autovalores permanecem os mesmos, exceto por possíveis mudanças de sinal após a pré ou pós-multiplicação pela matriz de troca.[1]
- Se {\displaystyle A} é uma matriz bissimétrica real com autovalores distintos, então as matrizes que comutam com {\displaystyle A} devem ser bissimétricas.[2]
- O inverso das matrizes bissimétricas pode ser representado por fórmulas de recorrência.[3]